# حجر رملي

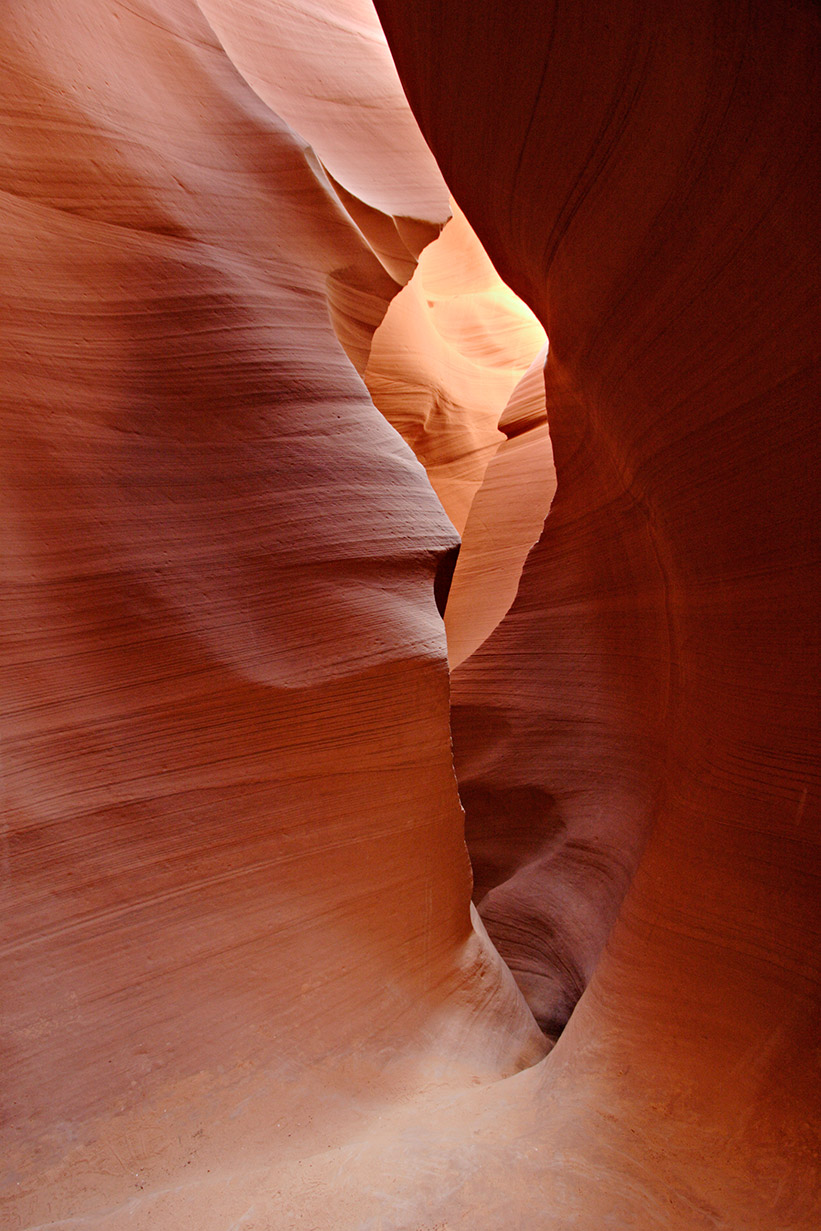
طبقات حجر رملي أحمر خرائي في أحد أخاديد أريزونا، أصبح سطحها أملسا بفعل فيضانات المياه عبر ملايين السنين.

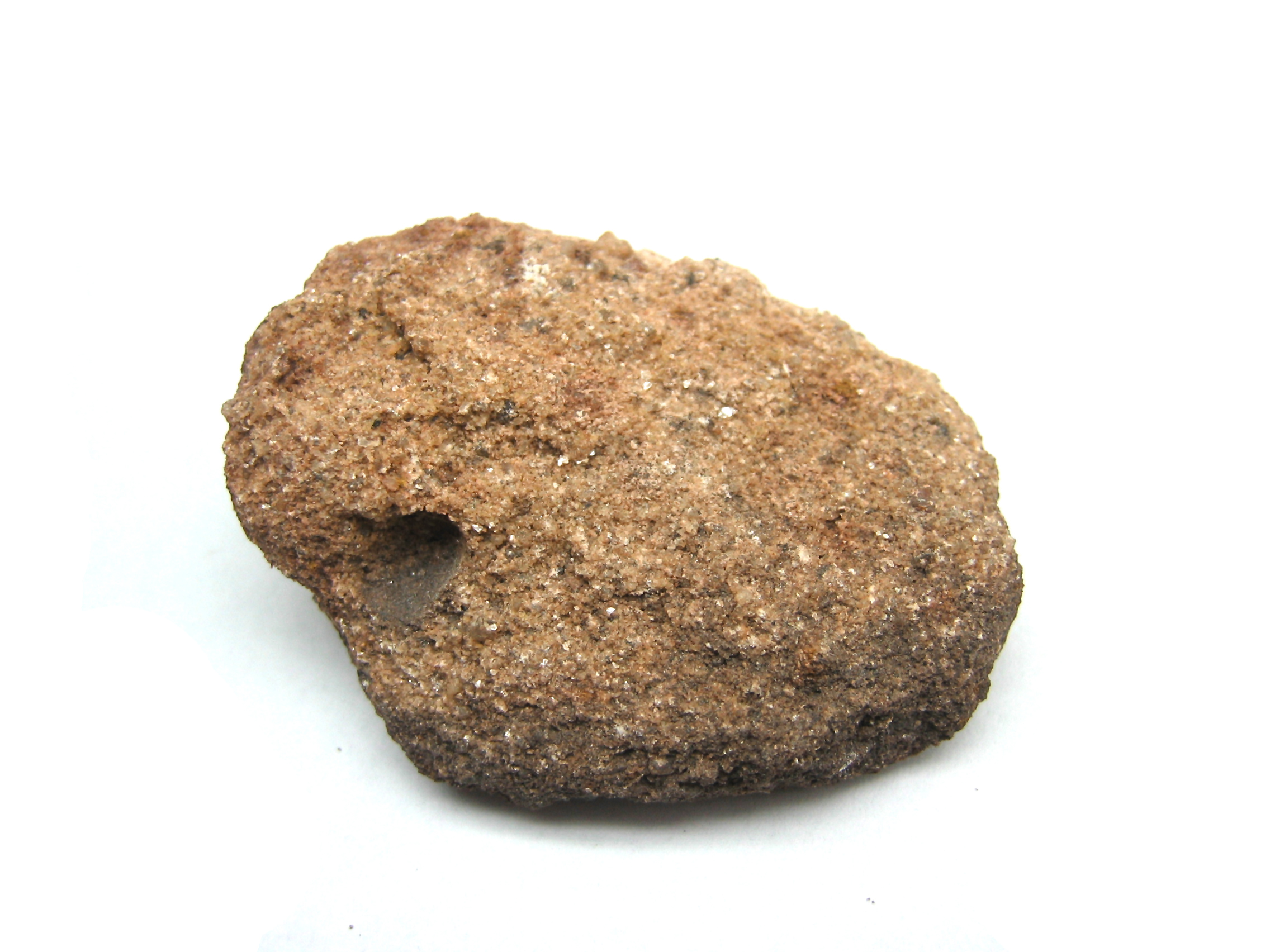
حجر رملي كبير الحبيبات (الحجم نحو 4 سنتيمتر).

الحَجَرُ الرَّمْلِيٌّ أو الحُثّ أو الحجر البرطلاني، تعمل ظروف الضغط والحرارة على تماسكها بالإضافة إلى وجود أملاح معدنية تساعد على تكونها. وتتكون معظم الأحجار أو الصخور الرملية من الكوارتز والفلسبار حيث أن تلك المادتين من المكونات الأساسية المتواجدة في القشرة الأرضية. والحجر الرملي مثل الرمل من ناحية اللون فقد يكون أصفرَ أو بنيًّا أو أحمرَ، أو رماديَّ اللون أو أبيضَ. وتكوّن طبقات الصخر الرملي هضابا تبدو للعين واضحة التضاريس، ولذلك تُسمى مناطق وجودها بلون الصخور الموجودة فيها. ويتميز الحجر البرطلاني هذا الحجر بلونه المتغير مع مرور السنين حيث يبدأ فاتحاً ويبدأ بالتحول إلى لون أدكن وهذه الميزة هي ما أعطاه سعره المرتفع إضافة إلى ندرة وجوده.
ويقاوم الحجر الرملي العوامل الجوية ويمكن تشكيله بسهولة، ولذلك يستخدم كثيرا في بناء المنشآت والمباني. كما توجد منه أنواع لا تقاوم العوامل الجوية ويلزم ترميمها وتجديدها إذا استعملت في المباني.
وبسبب شدة صلادة حبيباتها المكونة لها وتناسب حجم الحبيبات وقابليتها للتفكك، فتعتبر بعض أنواع الحجر الرملي من المواد الجيدة لعمليات التجليخ وصناعة أحجار الجلخ.
وتساعد التكوينات الصخرية المكونة من الحجر الرملي على الاحتفاظ بالماء وسوائل أخرى، حيث تتميز تلك الصخور بمسامية كافية، تكفي لأغراض تخزين كميات كبيرة من المياه، مما يجعلها مجارى جيدة للمياه ومخازن للبترول. وفي استطاعة خزانات من تلك الأحجار الرملية ترشيح المياه بواسطة سطح الطبقة الصخرية، وهي تفوق في ذلك أحجارا أخرى ذات شقوق، مثل الحجر الجيري، أو صخور أخرى يمكن أن تتشقق بتأثير الزلازل.

## الأصل

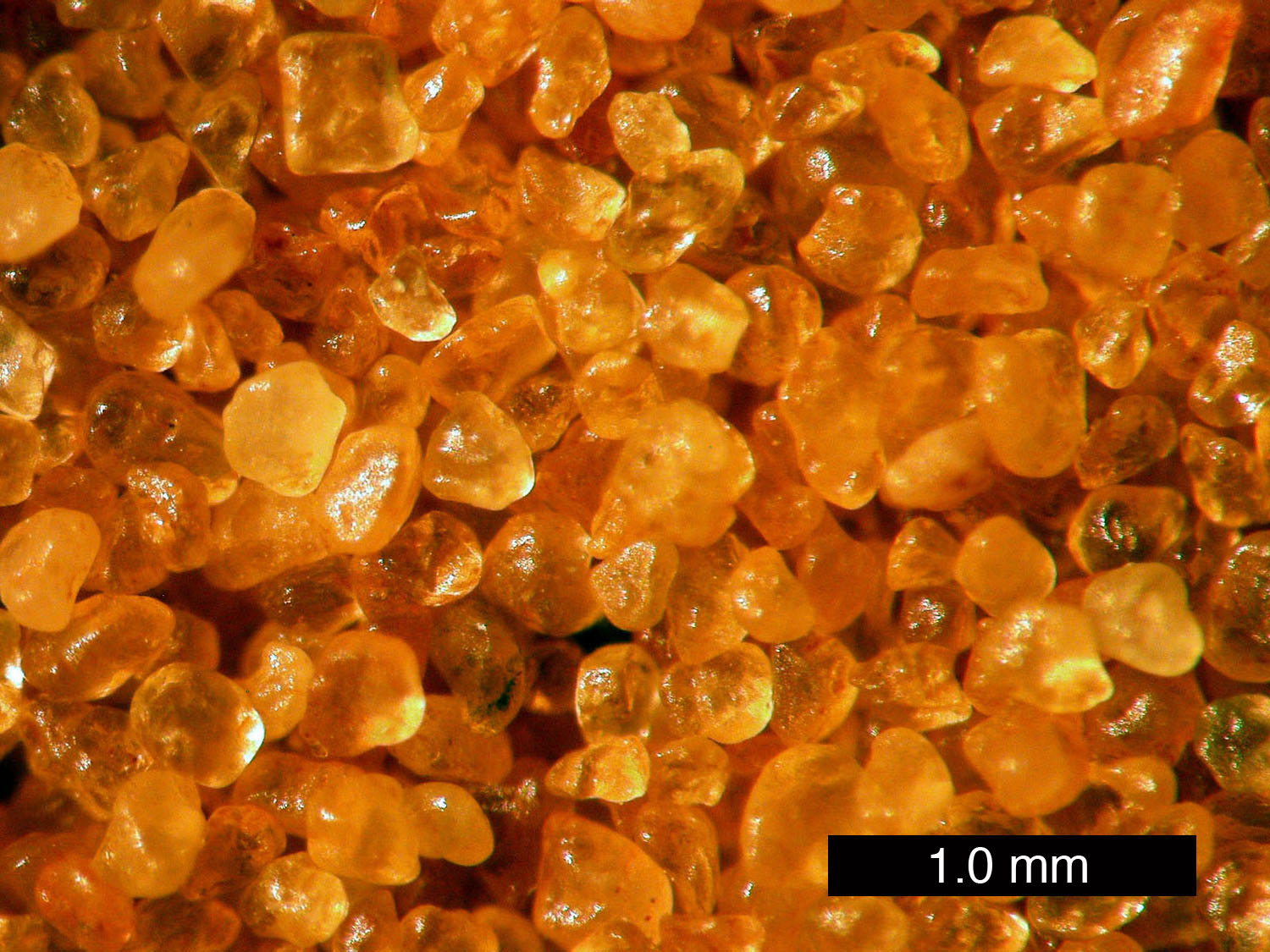
الرمال من حديقة كورال بينك ساند ديونز الحكومية، يوتا. هذه هي حبيبات الكوارتز معطلاء الهيماتيت الذي يوفر اللون البرتقالي. شريط المقياس 1.0 مم.

الحجر الرملي هي الفتاتية في الأصل (في مقابل العضوية، مثل الطباشير والفحم، أو الكيميائية، مثل الجبس ويشب). حبيبات رمل السيليكات التي تتكون منها هي نتاج التجوية الفيزيائية والكيميائية للصخور. التجوية والتعرية أسرع في مناطق التضاريس المرتفعة، مثل الأقواس البركانية، ومناطق التصدع القاري، والأحزمة ذات المنشأ.
ويتم نقل الرمال التي تآكلت بفعل الأنهار أو بواسطة الرياح من المناطق مصدره إلى البيئات الترسيبية حيث تكتونية خلقت مساحة السكن للالرواسب تتراكم. أحواض Forearcتميل إلى الرمال تتراكم الغنية في الحبوب الحجرية وبلاجيوكليز. أحواض Intracontinental وgrabensعلى طول الحواف القارية هي أيضا بيئات مشتركة لترسب الرمال.
مع استمرار تراكم الرواسب في البيئة الترسيبية، يتم دفن الرمل الأقدم بواسطة رواسب أحدث، وتخضع لعملية التعرق. هذا ويتكون معظمها من الضغط وتحجر الرواسب من الرمال. المراحل المبكرة من التكوّن، الموصوفة بالتولد النفاث، تحدث في أعماق ضحلة (بضع عشرات من الأمتار) وتتميز باضطراب حيوي وتغيرات معدنية في الرمال، مع انضغاط طفيف فقط. المحتمل أن يكون الهيماتيت الأحمر الذي يعطي أحجار الطبقة الرملية الحمراء لونها يتشكل أثناء عملية التكاثر. ويصاحب الدفن الأعمق حدوث التكوُّن الوسيط، والذي يحدث خلاله معظم عمليات الدك والصخر.
يحدث الضغط عندما تتعرض الرمال لضغط متزايد من الرواسب الموجودة فوقها. تنتقل حبيبات الرواسب إلى ترتيبات أكثر إحكاما، وتشوه حبيبات الدكتايل (مثل حبيبات الميكا)، وتقل مساحة المسام. بالإضافة إلى هذا الضغط الفيزيائي، يمكن أن يحدث الضغط الكيميائي عبر محلول الضغط. تكون نقاط التلامس بين الحبوب تحت الضغط الأكبر، والمعدن المجهد أكثر قابلية للذوبان من بقية الحبوب. نتيجة لذلك، يتم إذابة نقاط الاتصال بعيدًا، مما يسمح للحبوب بالتلامس بشكل وثيق.
يتبع التحلل عن كثب عملية الضغط، حيث تؤدي درجات الحرارة المتزايدة عند العمق إلى تسريع ترسب الأسمنت الذي يربط الحبيبات معًا. يساهم محلول الضغط في التماسك، حيث يتم إعادة ترسيب المعدن المذاب من نقاط التلامس المتوترة في مساحات المسام غير المقيدة.
يحدث الضغط الميكانيكي بشكل أساسي على أعماق تزيد عن 1000 متر (3300 قدم). يستمر الضغط الكيميائي إلى أعماق تصل إلى 2000 متر (6600 قدم)، وتحدث معظم عمليات التثبيت على أعماق 2000-5000 متر (6600-16400 قدم).

يرافق فك الحجر الرملي المدفون تيلوجينيسيس، المرحلة الثالثة والأخيرة من التعرق. نظرًا لأن التعرية تقلل من عمق الدفن، فإن التعرض المتجدد للمياه النيزكية ينتج تغييرات إضافية في الحجر الرملي، مثل انحلال بعض الأسمنت لإنتاج مسامية ثانوية.

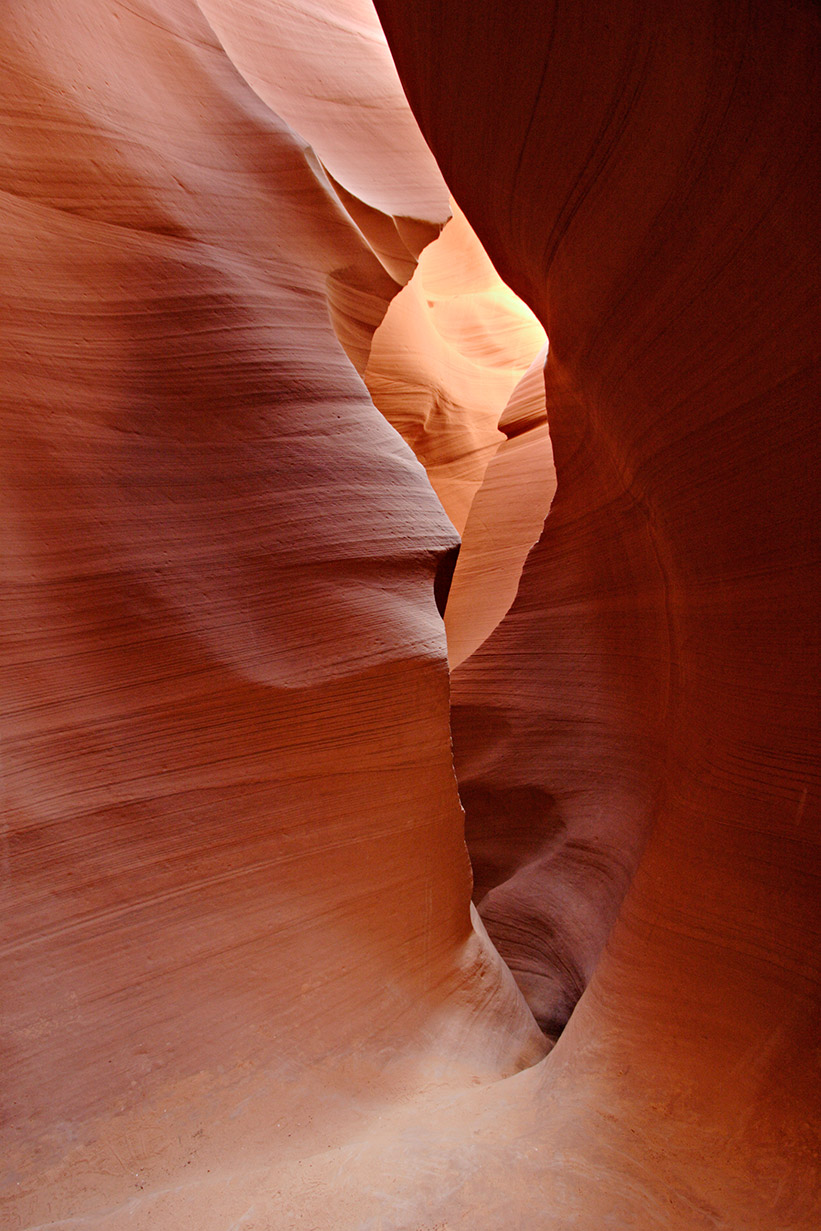
الأحمر الداخلية من الحجر الرملي منالسفلى الظباء كانيون، أريزونا، تلبس على نحو سلس من خلال تآكل منفيضانات على مدى آلاف السنين

## مكونات

### إطار الحبوب

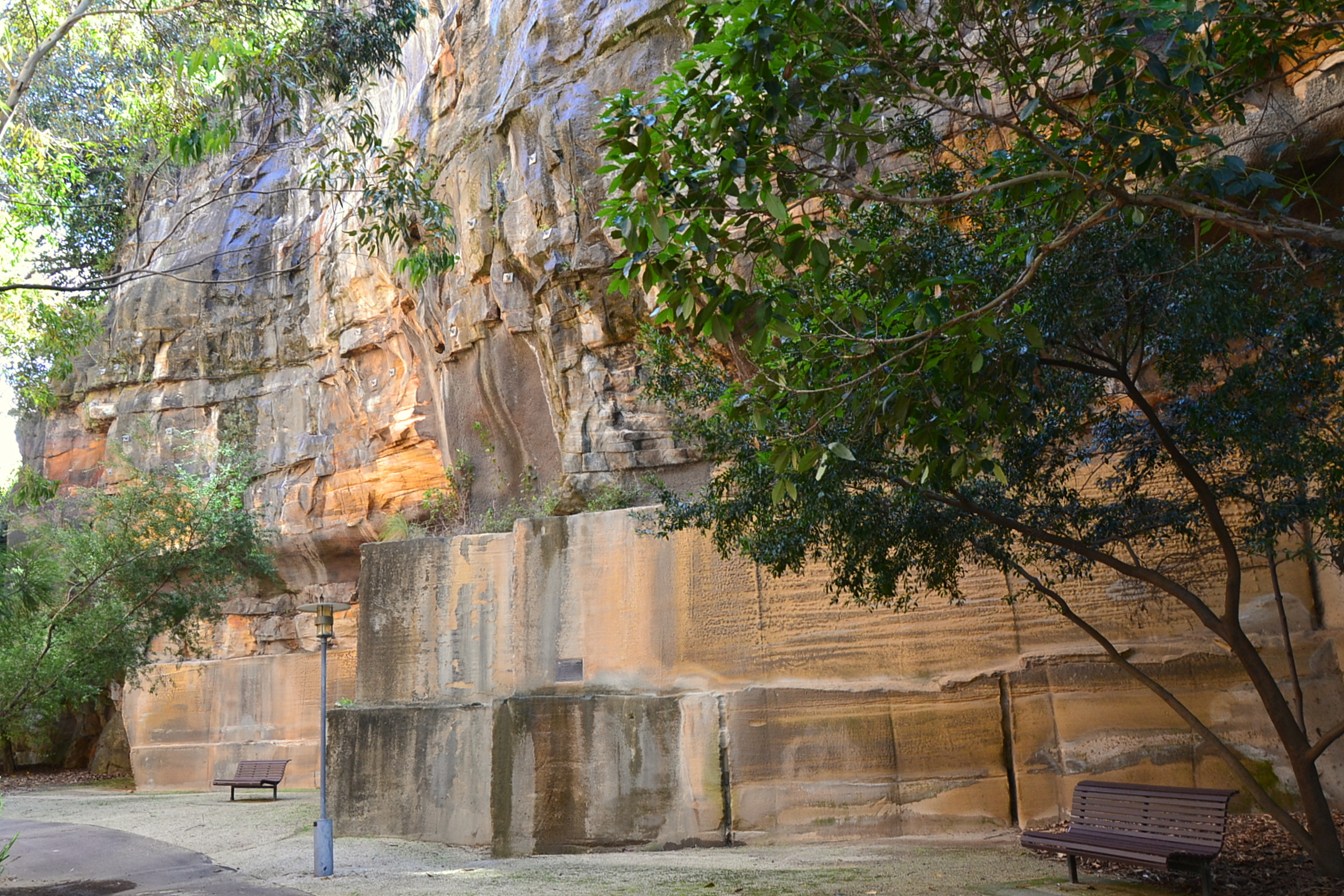
محجر الجنة، سيدني، أستراليا
الكركي الرمال والجرانيتية التي يستمد ذلك

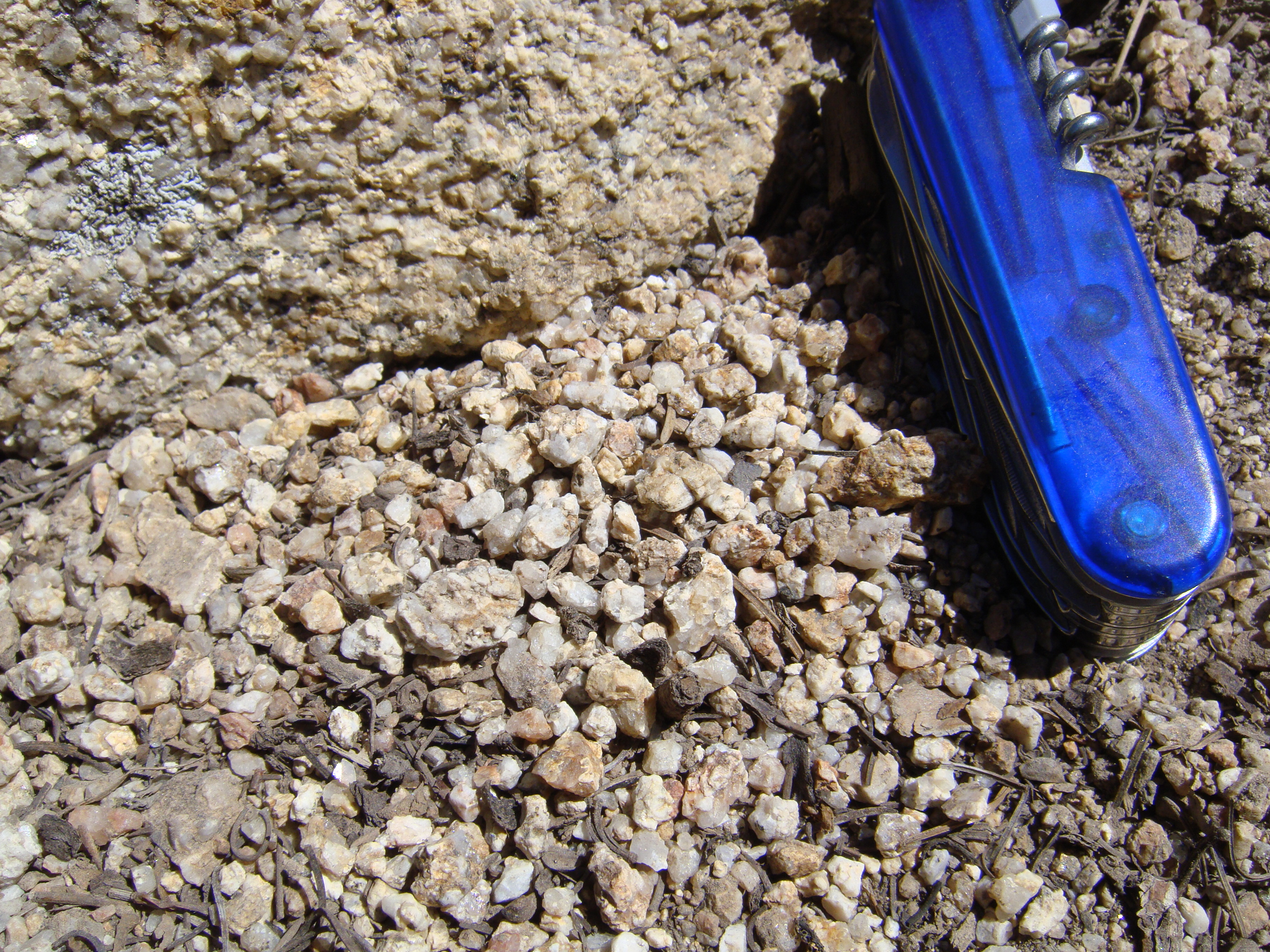
الكركي الرمال والجرانيتية التي يستمد ذلك

حبيبات الإطار بحجم الرمل (قطرها 0.0625 إلى 2 مليمتر (0.00246 إلى 0.07874 بوصة)) شظايا ديتريتال التي تشكل الجزء الأكبر من الحجر الرملي. يمكن تصنيف هذه الحبوب إلى عدة فئات مختلفة بناءً على تركيبتها المعدنية:

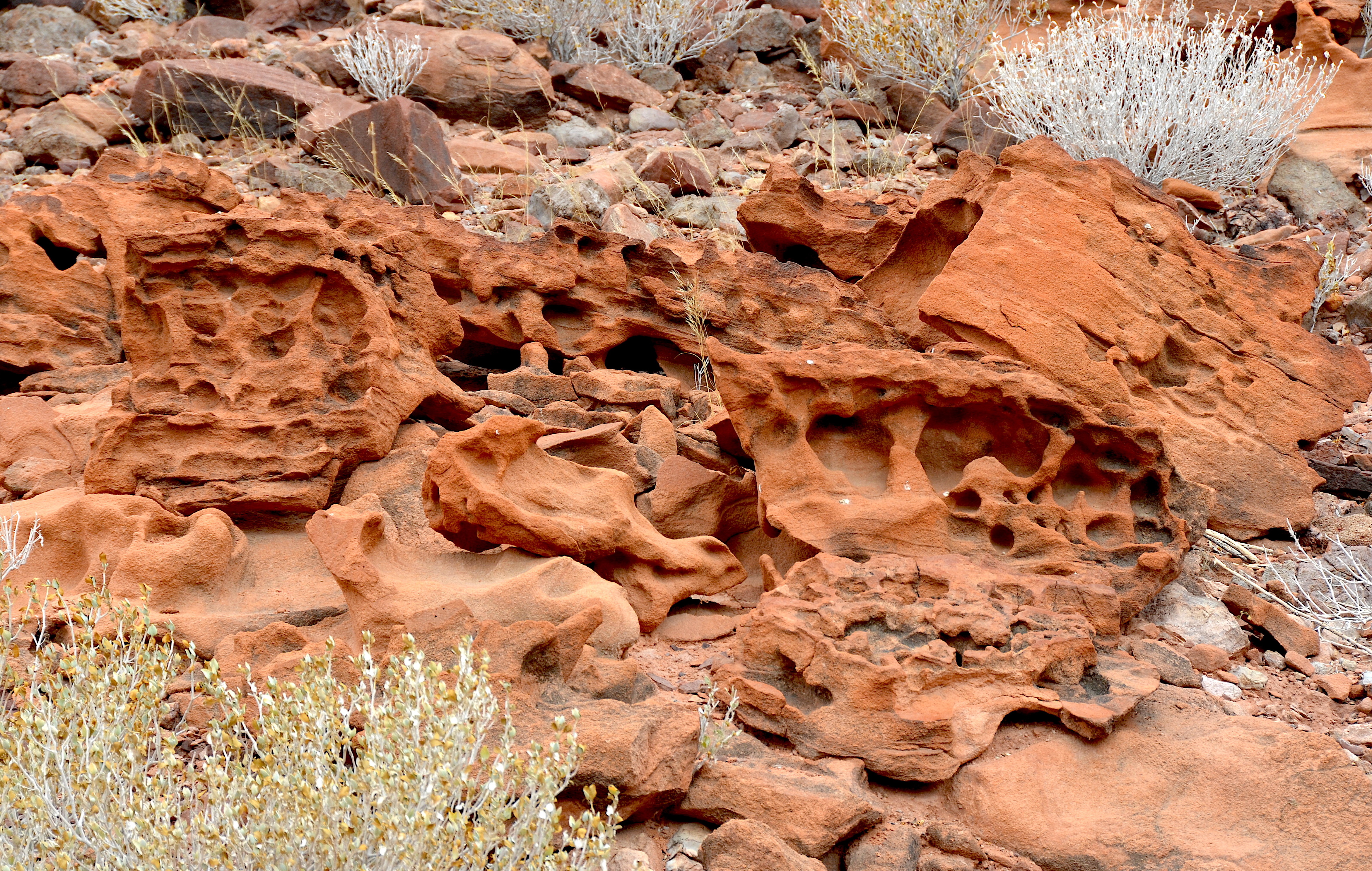
Tafoni في Twyfelfontein في ناميبيا

- Tafoni في Twyfelfontein في ناميبياحبيبات هيكل الكوارتز هي المعادن المهيمنة في معظم الصخور الرسوبية الصخرية ؛ هذا لأن لها خصائص فيزيائية استثنائية، مثل الصلابة والاستقرار الكيميائي. تسمح هذه الخصائص الفيزيائية لحبيبات الكوارتز بالبقاء على قيد الحياة مع أحداث إعادة التدوير المتعددة، مع السماح أيضًا للحبوب بعرض درجة معينة من التقريب. تتطور حبيبات الكوارتز من الصخور الجوفية، والتي هي فيلسك في الأصل وأيضًا من الأحجار الرملية القديمة التي تم إعادة تدويرها.
- تعتبر حبيبات الإطار الفلدسباثي عادةً ثاني أكثر المعادن وفرة في الأحجار الرملية. يمكن تقسيم الفلسبار إلى قسمين أصغر: الفلسبار القلوي والفلسبار بلاجيوجلاز. يمكن تمييز الأنواع المختلفة من الفلسبار تحت المجهر البتروغرافي. فيما يلي وصف لأنواع مختلفة من الفلسبار.

- الفلسبار القلوي عبارة عن مجموعة من المعادن يمكن أن يتراوح التركيب الكيميائي للمعادن فيها من KAlSi 3 O 8 إلى NaAlSi 3 O 8، وهذا يمثل محلولًا صلبًا كاملًا.

- الفلسبار بلاجيوجلاز عبارة عن مجموعة معقدة من معادن المحلول الصلب التي تتراوح في تكوينها من NaAlSi 3 O 8 إلى CaAl 2 Si 2 O 8.

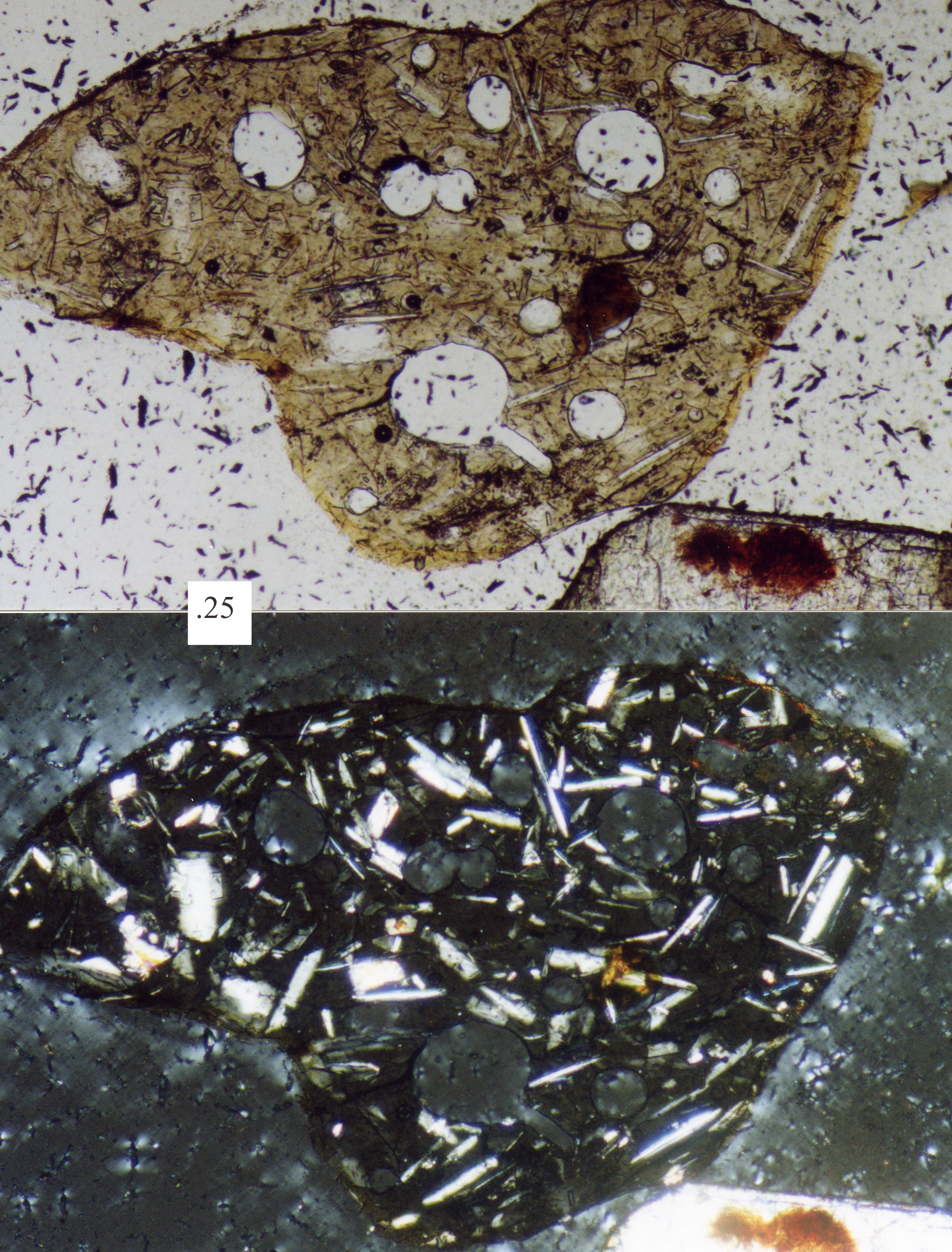
صورة مجهرية لحبوب رمل بركاني ؛ الصورة العلوية عبارة عن ضوء مستقطب، الصورة السفلية عبارة عن ضوء مستقطب متقاطع، مربع المقياس في الوسط الأيسر هو 0.25 ملليمتر.سيكون هذا النوع من الحبوب مكونًا رئيسيًا للحجر الرملي الصخري.

- حبيبات الهيكل الحجري عبارة عن قطع من صخور المصدر القديمة التي لم تتأثر بعد بحبيبات معدنية فردية، تسمى الشظايا الصخرية أو الصدوع. يمكن أن تكون الشظايا الحجرية عبارة عن أي صخور نارية أو متحولة أو رسوبية دقيقة الحبيبات أو خشنة الحبيبات، على الرغم من أن الأجزاء الحجرية الأكثر شيوعًا الموجودة في الصخور الرسوبية هي كتل الصخور البركانية.
- المعادن الملحقة هي جميع الحبوب المعدنية الأخرى في الحجر الرملي. عادة ما تشكل هذه المعادن نسبة صغيرة فقط من الحبوب في الحجر الرملي. وتشمل المعادن التبعي المشتركة micas (بلدية موسكو والبيوتيت)،الزبرجد الزيتوني، البيروكسين، واكسيد الالمونيوم. العديد من هذه الحبوب الملحقة أكثر كثافة من السيليكات التي تشكل الجزء الأكبر من الصخور. عادة ما تكون هذه المعادن الثقيلة مقاومة للعوامل الجوية ويمكن استخدامها كمؤشر على نضج الحجر الرملي من خلال مؤشر ZTR. تشمل المعادن الثقيلة الشائعة الزركون، التورمالين، الروتيل (ومن ثم ZTR) أو العقيقأو المغنتيت أو غيره من المعادن المقاومة الكثيفة المشتقة من صخور المصدر.

### مصفوفة
المصفوفة عبارة عن مادة دقيقة جدًا، توجد داخل مساحة المسام الخلالية بين حبيبات الهيكل. طبيعة المصفوفة داخل مساحة المسام الخلالية إلى تصنيف مزدوج:
- Arenites هي أحجار رملية نظيفة نسبيًا خالية من المصفوفة أو بها القليل جدًا.
- الصدفات عبارة عن أحجار رملية متسخة نسبيًا تحتوي على كمية كبيرة من المصفوفة.[6]

### يبني
الأسمنت هو ما يربط حبيبات الهيكل السيليكوني معًا. الأسمنت هو معدن ثانوي يتكون بعد ترسب الحجر الرملي وأثناء دفنه. قد تكون هذه المواد اللاصقة إما معادن سيليكات أو معادن غير سيليكات، مثل الكالسيت.
- يمكن أن يتكون أسمنت السيليكا من معادن الكوارتز أو الأوبال. الكوارتز هو أكثر معادن السيليكات شيوعًا والتي تعمل كإسمنت. في الحجر الرملي حيث يوجد اسمنت السيليكا، يتم ربط حبيبات الكوارتز بالأسمنت، مما يخلق حافة حول حبيبات الكوارتز تسمى فرط النمو. يحتفظ النمو الزائد بنفس الاستمرارية البلورية لحبوب إطار الكوارتز التي يتم تثبيتها. يوجد أسمنت أوبال في الأحجار الرملية الغنية بالمواد البركانية، ونادرًا ما يوجد في الأحجار الرملية الأخرى.
- الأسمنت الكالسيت هو الأسمنت الكربوني الأكثر شيوعًا. الأسمنت الكالسيت هو مجموعة متنوعة من بلورات الكالسيت الأصغر. يلتصق الأسمنت بالحبيبات الهيكلية، ويدعم حبيبات الهيكل معًا.
- تشمل المعادن الأخرى التي تعمل كإسمنت: الهيماتيت،والليمونيت، والفلسبار، والأنهيدريت، والجبس (جص)،والباريت، والمعادن الطينية، ومعادن الزيوليت.

### مساحة المسام
تشمل مساحة المسام المساحات المفتوحة داخل صخرة أو تربة. مساحة المسام في صخرة لديه علاقة مباشرة المسامية والنفاذية في الصخر. تتأثر المسامية والنفاذية بشكل مباشر بالطريقة التي يتم بها تجميع حبيبات الرمل معًا.
- المسامية هي النسبة المئوية لحجم الكتلة التي تسكنها فجوات داخل صخرة معينة. تتأثر المسامية بشكل مباشر بتعبئة حبيبات كروية متساوية الحجم، مُعاد ترتيبها من معبأة بشكل غير محكم إلى أضيق معبأة في الحجر الرملي.
- النفاذية هي معدل تدفق الماء أو السوائل الأخرى عبر الصخر. بالنسبة للمياه الجوفية، يمكن قياس نفاذية العمل بالغالون في اليوم من خلال مقطع عرضي قدم مربع واحد تحت وحدة التدرج الهيدروليكي.

## أنواع الحجر الرملي
تتكون جميع الأحجار الرملية من نفس المعادن العامة. تشكل هذه المعادن المكونات الهيكلية للحجر الرملي. هذه المكونات هي الكوارتز والفلسبار وشظايا حجرية. قد تكون المصفوفة موجودة أيضًا في المساحات الخلالية بين حبيبات الهيكل. فيما يلي قائمة بالعديد من المجموعات الرئيسية للحجر الرملي. يتم تقسيم هذه المجموعات على أساس علم المعادن والملمس. على الرغم من أن الأحجار الرملية لها تركيبات بسيطة للغاية تعتمد على حبيبات الإطار، إلا أن الجيولوجيين لم يتمكنوا من الاتفاق على طريقة محددة وصحيحة لتصنيف الأحجار الرملية. عادةً ما يتم إجراء تصنيفات الحجر الرملي عن طريق حساب النقاط لقسم رفيع باستخدام طريقة مثل طريقة غاززي ديكنسون.يمكن أن يحتوي تكوين الحجر الرملي على معلومات مهمة بشأن نشأة الرواسب عند استخدامه مع جزء ثلاثي من Quartz وF eldspar وL ithic (مخططات QFL). ومع ذلك، لا يتفق العديد من الجيولوجيين على كيفية فصل أجزاء المثلث إلى مكونات مفردة بحيث يمكن رسم حبيبات الإطار. لذلك، كان هناك العديد من الطرق المنشورة لتصنيف الأحجار الرملية، وكلها متشابهة في شكلها العام.
المساعدات البصرية عبارة عن رسوم بيانية تسمح للجيولوجيين بتفسير الخصائص المختلفة للحجر الرملي. يتوافق مخطط QFL التالي ونموذج مصدر الحجر الرمليمع بعضهما البعض، لذلك، عندما يتم رسم مخطط QFL، يمكن بعد ذلك رسم هذه النقاط على نموذج مصدر الحجر الرملي. توضح مرحلة مخطط النضج التركيبي المراحل المختلفة التي يمر بها الحجر الرملي.
- مخطط QFL هو تمثيل لحبيبات الإطار والمصفوفة الموجودة في الحجر الرملي. هذا الرسم البياني مشابه لتلك المستخدمة في علم الصخور البركانية. عندما يتم رسمه بشكل صحيح، فإن هذا النموذج من التحليل يخلق تصنيفًا كميًا ذا مغزى للأحجار الرملية.
- يسمح مخطط منشأ الحجر الرملي للجيولوجيين بتفسير الأنواع المختلفة للأماكن التي يمكن أن تنشأ منها الأحجار الرملية.
- إن مرحلة النضج التركيبي هي مخطط يوضح المراحل المختلفة للحجر الرملي. يوضح هذا الرسم البياني الفرق بين الأحجار الرملية غير الناضجة والناضجة والناضجة. عندما يصبح الحجر الرملي أكثر نضجًا، تصبح الحبوب أكثر تقريبًا، ويقل الطين في مصفوفة الصخر.[7]

### مخطط تصنيف Dott
مخطط تصنيف الحجر الرملي Dott (1964) هو أحد المخططات العديدة التي يستخدمها الجيولوجيون لتصنيف الحجر الرملي. مخطط Dott هو تعديل لتصنيف جيلبرت لأحجار السيليكات الرملية، وهو يدمج مفاهيم النضج التركيبي والتركيبي المزدوج لـ RL Folk في نظام تصنيف واحد. الفلسفة الكامنة وراء الجمع بين مخططات جيلبرت وآر إل فولك هي أنه قادر بشكل أفضل على «تصوير الطبيعة المستمرة للتنوع التركيبي من الحجر الطيني إلى الأرينيت ومن تركيبة الحبوب المستقرة إلى غير المستقرة». يعتمد مخطط تصنيف Dott على معادن حبيبات الهيكل، وعلى نوع المصفوفة الموجودة بين حبيبات الهيكل.
في مخطط التصنيف المحدد هذا، حدد Dott الحدود بين arenite وwackes عند مصفوفة 15٪. بالإضافة إلى ذلك، يقوم Dott أيضًا بتقسيم الأنواع المختلفة من حبيبات الهيكل التي يمكن أن توجد في الحجر الرملي إلى ثلاث فئات رئيسية: الكوارتز والفلسبار والحبيبات الحجرية.
- Arenites هي أنواع من الحجر الرملي تحتوي على أقل من 15٪ مصفوفة طينية بين حبيبات الهيكل.
  - أرينيت الكوارتز عبارة عن أحجار رملية تحتوي على أكثر من 90٪ من حبيبات السيليكا. ويمكن أن تشمل الحبوب الكوارتز أو الصوان بقايا الصخور. الكوارتز الأرينيت ناضج نسبيًا إلى أحجار رملية فائقة النضج. تنتج رمال الكوارتز النقية هذه عنالتجوية الشديدة التي حدثت قبل وأثناء النقل.أزال هذا التجوية كل شيء ما عدا حبيبات الكوارتز، أكثر المعادن استقرارًا. عادة ما تكون مرتبطة بالصخور التي تترسب في بيئة cratonic مستقرة، مثل الشواطئ الإيولية أو بيئات الرف. تنبثق أرينيت الكوارتز من إعادة التدوير المتعددة لحبيبات الكوارتز، بشكل عام كصخور مصدر رسوبية وبانتظام أقل كرواسب من الدورة الأولى مشتقة من الصخور النارية الأولية أو الصخور المتحولة.
  - أرينيت الفلسبات هي أحجار رملية تحتوي على أقل من 90٪ كوارتز، وأكثر من الفلسبار من الأجزاء الحجرية غير المستقرة، والمعادن الثانوية الإضافية. عادة ما تكون الأحجار الرملية الفلسية غير ناضجة أو شبه ناضجة. تحدث هذه الأحجار الرملية بالاقتران مع إعدادات الرف المستقرة أو القرمزية. تُشتق الأحجار الرملية الفلسية من الصخور البلورية من النوع الجرانيتي، والصخور الأولية. إذا كان الحجر الرملي عبارة عن بلاجيوجلاز بشكل سائد، فإنه يكون ناريًا في الأصل.
  - تتميز الأرينيت الحجرية بمحتوى مرتفع بشكل عام من الأجزاء الحجرية غير المستقرة. ومن الأمثلة على ذلك الصخور البركانية والمتحولة، على الرغم من أن الصدف المستقرة مثل الصخر شائع في الأرينيت الصخرية. يحتوي هذا النوع من الصخور على أقل من 90٪ من حبيبات الكوارتز وشظايا صخرية غير مستقرة أكثر من الفلسبار. عادة ما تكون غير ناضجة للخضوع للنسيج. وهي مرتبطة بالتكتلات النهرية ورواسب الأنهار الأخرى، أو في التكتلات البحرية في المياه العميقة. وشكلوا في ظل الظروف التي تنتج كميات كبيرة من مادة غير مستقرة، والمستمدة من الصخور الحبيبات غرامة، ومعظمهم من السجيل، الصخور البركانية، والصخور المتحولة.
- الصدفات عبارة عن أحجار رملية تحتوي على أكثر من 15٪ مصفوفة طينية بين حبيبات الهيكل.
  - إن حواجز الكوارتز غير شائعة لأن أرينيتات الكوارتز تنضج من الناحية النسيجية إلى فائقة النضج.
  - الأخدود الفلسباثية عبارة عن حجر رملي فلديسباتي يحتوي على مصفوفة أكبر من 15٪.
  - wacke الحجري هو حجر رملي حيث تكون المصفوفة أكبر من 15٪.
- أحجار أركوز الرملية أكثر من 25 بالمائة من الفلسبار. تميل الحبيبات إلى أن تكون مستديرة بشكل سيئ وأقل تصنيفًا جيدًا من تلك الموجودة في أحجار الكوارتز الرملية النقية. هذه الأحجار الرملية، الفلسبار الغنية تأتي من تآكل بسرعة الجرانيتية والمتحولة التضاريس حيث التجوية الكيميائية هي تابعة ل التجوية الفيزيائية.
- الحجر الرملي Greywacke عبارة عن مزيج غير متجانس من الأجزاء الحجرية والحبيبات الزاويّة من الكوارتز والفلسبار أو الحبوب المحاطة بمصفوفة طينية دقيقة الحبيبات. يتكون جزء كبير من هذه المصفوفة من أجزاء ناعمة نسبيًا، مثل الصخر الزيتي وبعض الصخور البركانية، والتي تم تغييرها كيميائيًا وضغطها فيزيائيًا بعد دفن عميق لتكوين الحجر الرملي.

## الاستخدامات

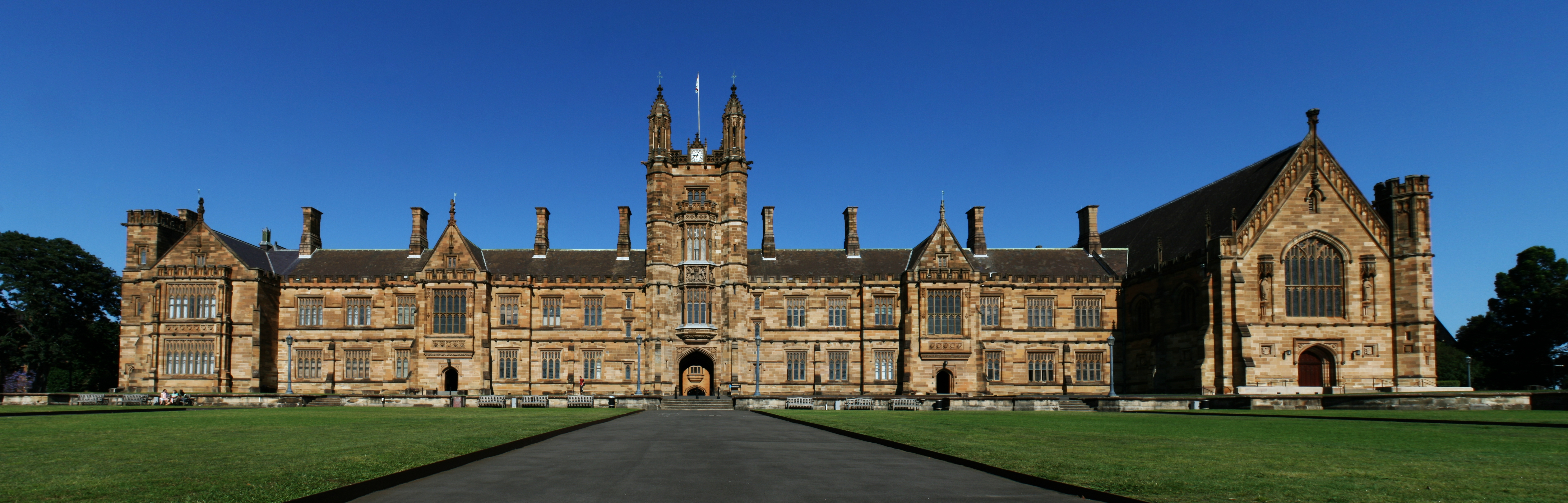
The Main Quadrangle of the University of Sydney، ما يسمى بجامعة الحجر الرملي

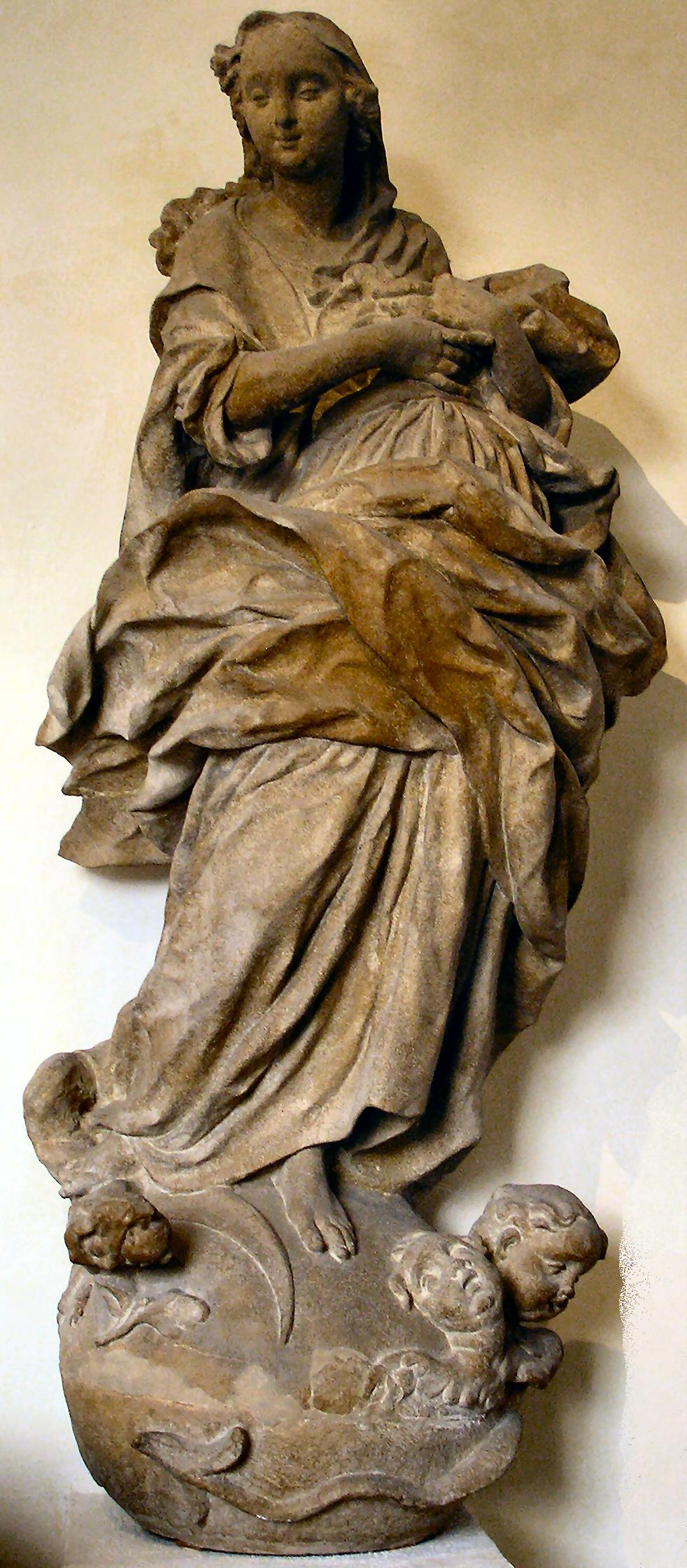
تمثال من الحجر الرمليماريا إيماكولاتا للفنان فيديليس سبورر، حوالي عام 1770، فيفرايبورغ، ألمانيا

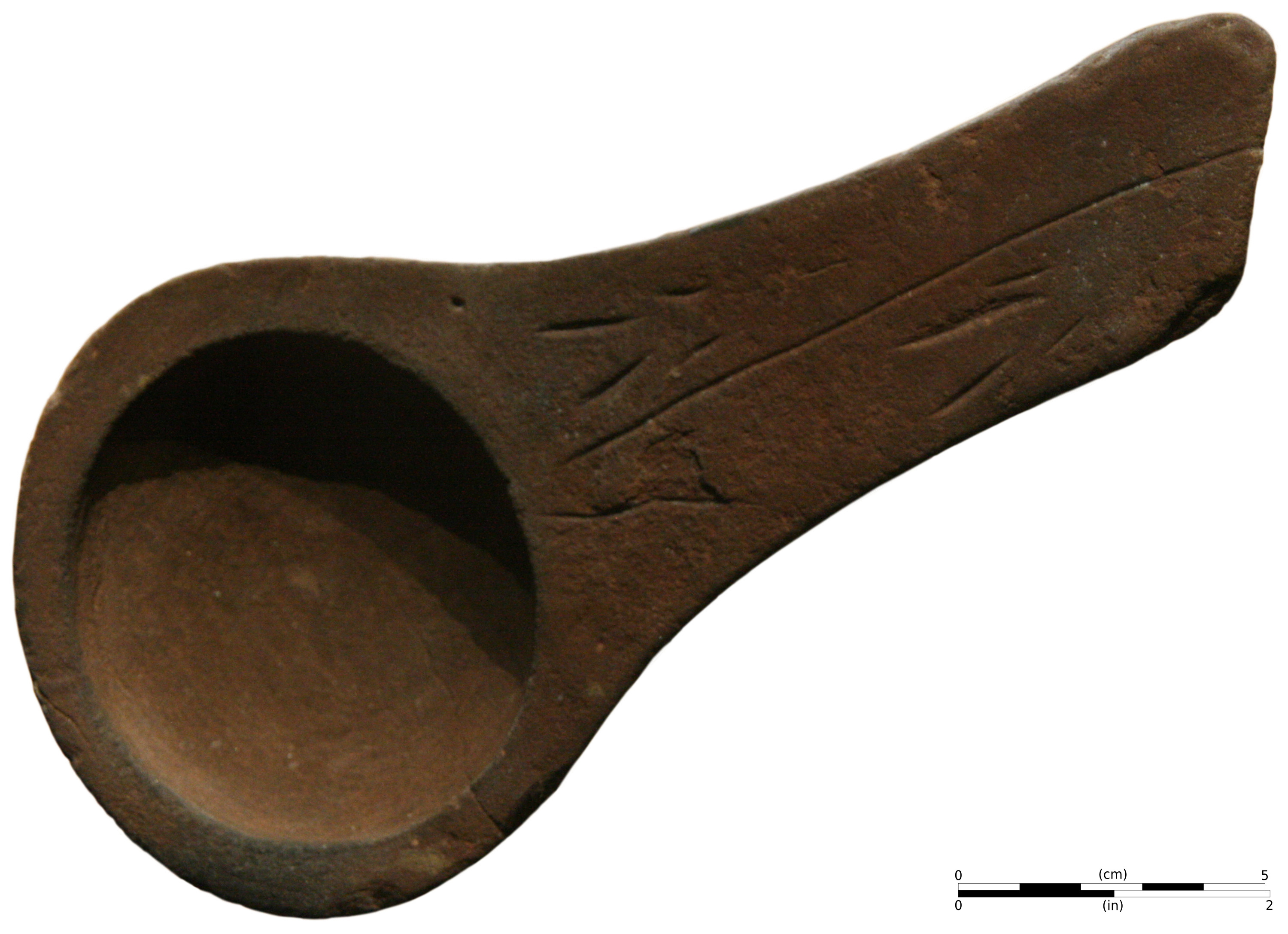
17000 ريال الحجر الرملي القديم مصباح النفط اكتشف في كهوف اسكو، فرنسا

تم استخدام الحجر الرملي منذ عصور ما قبل التاريخ في البناء والأعمال الفنية الزخرفية والأدوات المنزلية، ولا يزال يستخدم. لقد تم استخدامه على نطاق واسع في جميع أنحاء العالم في بناء المعابد والمنازل والمباني الأخرى.
على الرغم من اختلاف مقاومته للعوامل الجوية، إلا أن الحجر الرملي سهل العمل. أن يجعل من المشترك بناء ورصف المواد، بما في ذلك الخرسانة الإسفلتية. ومع ذلك، فإن بعض الأنواع التي تم استخدامها في الماضي، مثل الحجر الرملي Collyhurst المستخدم في شمال غرب إنجلترا، كانت مقاومة الطقس ضعيفة على المدى الطويل، مما يستلزم الإصلاح والاستبدال في المباني القديمة. نظرًا لصلابة الحبيبات الفردية، وتوحيد حجم الحبيبات، وقابلية تفتيت بنيتها، فإن بعض أنواع الحجر الرملي هي مواد ممتازة يمكن من خلالها صنع أحجار الطحنلشحذ الشفرات والأدوات الأخرى. يمكن استخدام الحجر الرملي غير القابل للتفتيت لصنع أحجار طحن لطحن الحبوب، مثل الحجر الجيري.
تم اقتراح نوع من الحجر الرملي النقي الكوارتز، orthoquartzite، مع أكثر من 90-95 بالمائة من الكوارتز، للترشيح لمورد حجر التراث العالمي. في بعض مناطق الأرجنتين، تعد الواجهة الحجرية من orthoquartzite واحدة من السمات الرئيسية للبناغل ذات طراز Mar del Plata.

## معرض الصور

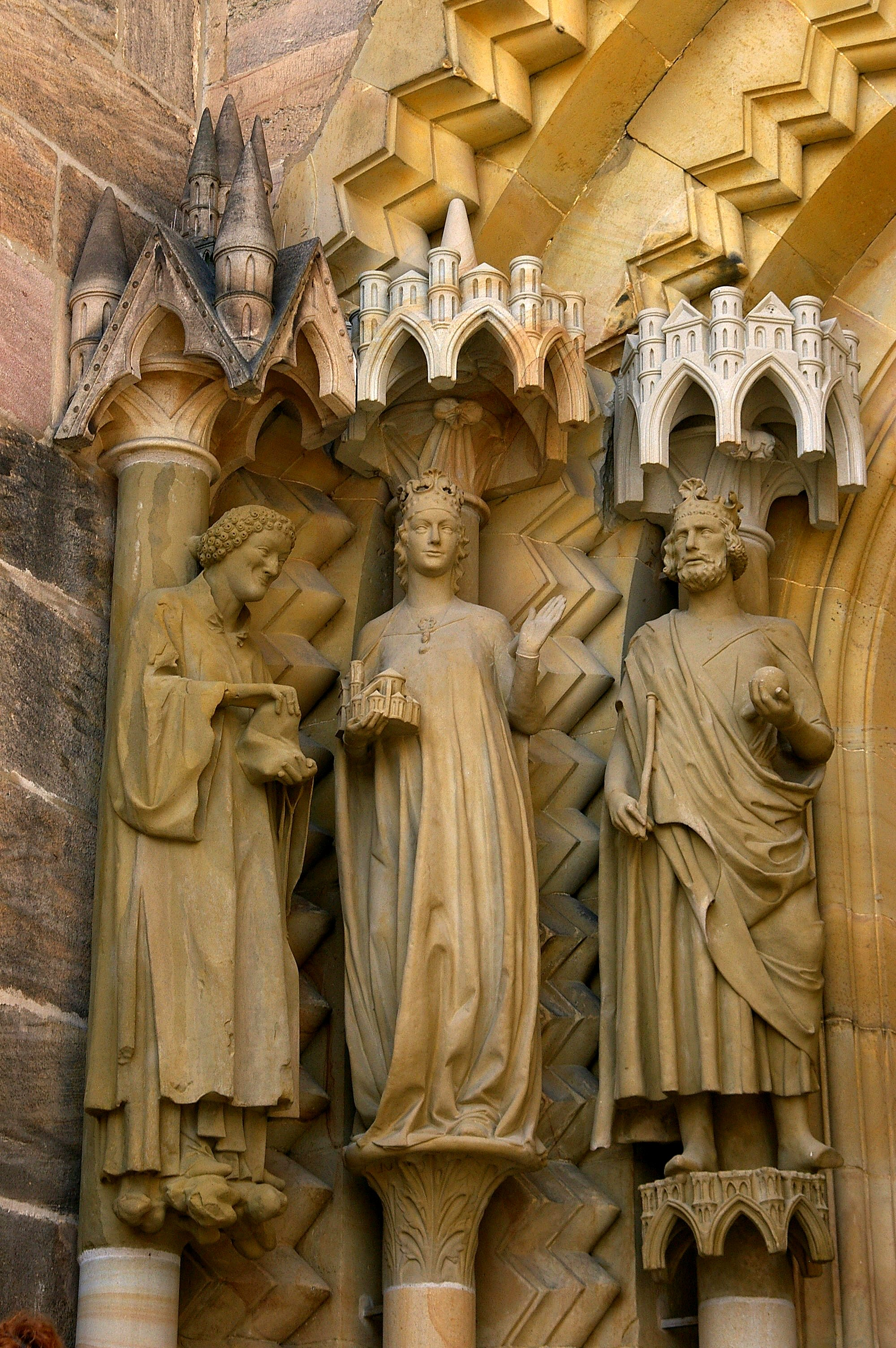
بوابة آدمز في كاتدرائية بامبرغ مصنوعة من الحجر الرملي بورغبريباتش

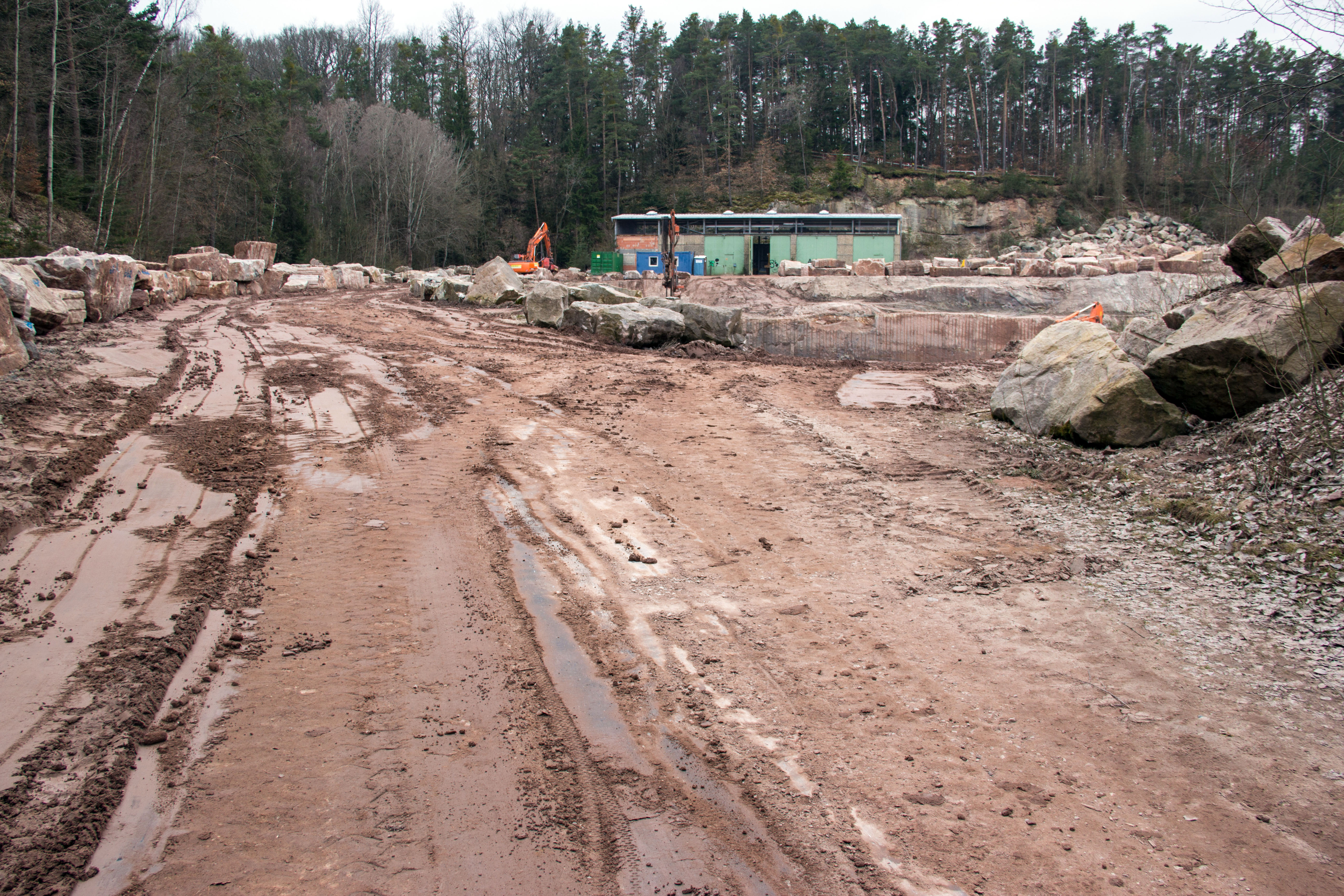
مقلع في Worzeldorf (نورمبرغ)

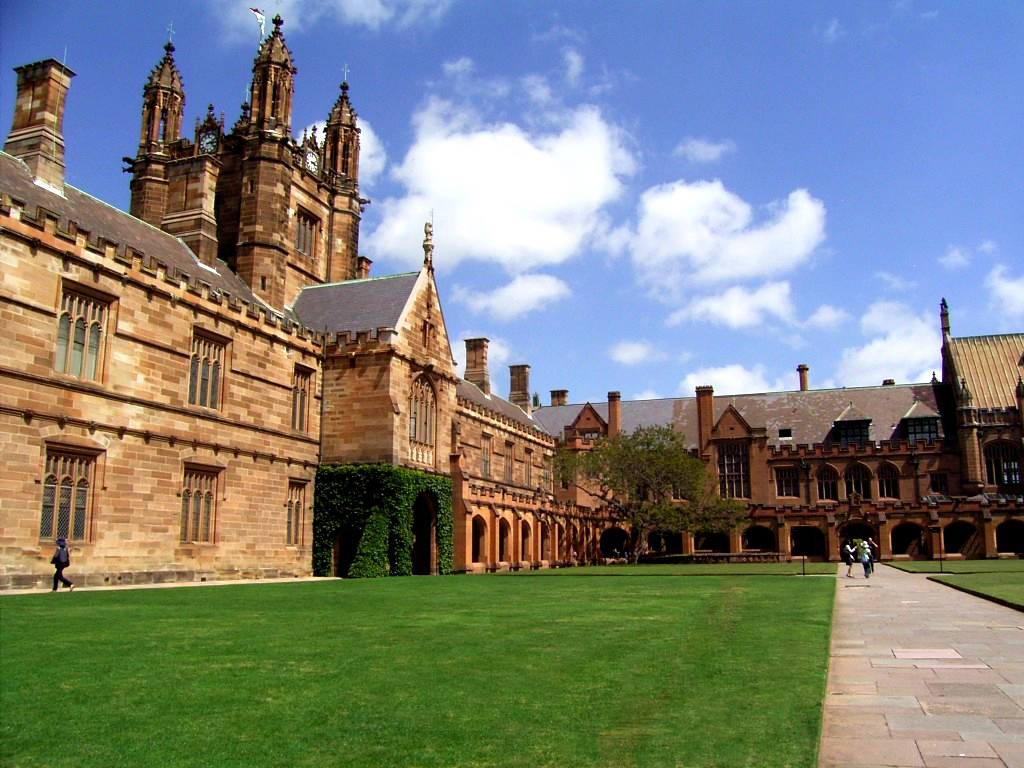
جامعة سيدني مبنية من Hawkesbury Sandstone

- جامعة سيدني مبنية من Hawkesbury Sandstone

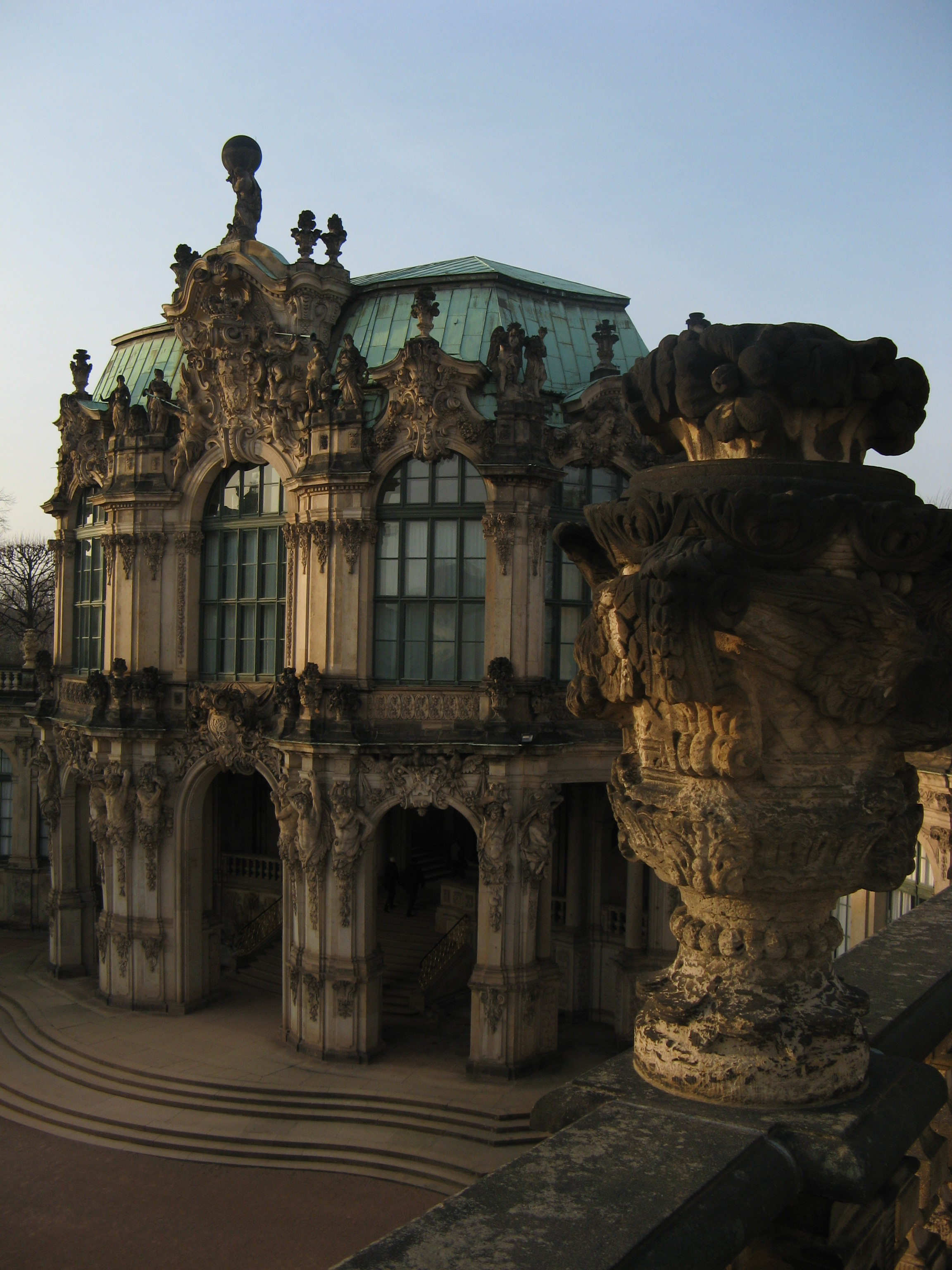
قصر Zwinger في درسدن، مصنوع من حجر كوتا الرملي

## اقرأ أيضا
- تحجر الرواسب
- صخر نابط
- صخر ناري
- بركان طبقي
- بركان درعي
- بركان تصدعي
- صهارة
- أركوز
- تلال كويوت
- علم وصف طبقات الأرض
- حجر رملي ملون